# رابرت جی. یان
رابرت جی. یان (به انگلیسی: Robert G. Jahn) رئیس سابق دانشکده مهندسی دانشگاه پرینستون، و محقق آمریکایی فراروان‌شناسی و علوم غیر متعارف بود.
یان دارای دکترای فیزیک دانشگاه پرینستون بود، و با ناسا و نیروی هوایی آمریکا نیز همکاری داشت.
یان را بخاطر نظریاتش در فیزیک پلاسمای کاربردی می‌شناسند، و در زمینه‌های کلاسیک علمی، از آثار او می‌توان کتاب زیر را نام برد:
- Physics of Electric Propulsion, Dover Publications, May 26, 2006

اما شهرتش بیشتر بخاطر فعالیت‌هایش به همراه برندا دان در آزمایشگاه تحقیقات مهندسی غیرمتعارف پرینستون بود که در آن پژوهش‌هایی انجام دادند که برخی از نتایج آن در نشریات معتبر به چاپ رسیدند.
یان و آزمایشگاهش مخالفین زیادی داشته‌اند.